# Richard McKinney
Richard McKinney, ameriški lokostrelec in pisatelj, * 12. oktober 1953.
Sodeloval je na lokostrelskem delu poletnih olimpijskih igrah leta 1976, leta 1984 in leta 1988.
Poleg dveh bronastih olimpijskih medalj je na lokostrelskih svetovnih prvenstvih osvojil še 16 medalj (od tega 8 zlatih).